# Christian Lollike
Œuvres principales
Service Suicide, Chef d'Œuvre
Christian Lollike est un auteur dramatique danois né le 20 avril 1973. Il est le directeur artistique du théâtre Sort/Hvid de Copenhague. Il travaille autour de nombreuses expressions artistiques : il a écrit des pièces radiophoniques, des pièces de théâtre, des scénarios, mais il s'adjoint aussi à la danse, à la sculpture, à la musique, au ballet, à la performance... Son théâtre politiquement engagé est reconnu en Europe. Il est aujourd'hui l'auteur danois le plus joué à l'étranger.

## Carrière
Après deux ans d'études de philosophie et de littérature à l'Université de Roskilde, Christian Lollike suit une formation d'études théâtrales au théâtre d'Aarhus dans l’École Nationale des Auteurs Dramatiques du Danemark. Il y obtient son diplôme grâce à la pièce Pardon vieux, où puis-je trouver le temps, l’amour et la folie contagieuse…
En 2009, il devient responsable de la dramaturgie à l'École nationale danoise des arts du spectacle avec Mads Thygesen. En 2011, il prend le poste de directeur artistique du théâtre Sort/Hvid, poste qu'il occupe encore aujourd'hui.

## Œuvres

### Œuvres traduites en français
- 2005 : Chef d'Œuvre (Underværket), traduction de Catherine Lise Dubost, 2008[6]
- 2006 : Service Suicide (Service Selvmord), traduction Catherine Lise Dubost, 2012[7]
- 2009 : Histoire à venir (Fremtidens Historie), traduction Catherine Lise Dubost, 2011[8]

### Œuvres non traduites
Cette liste n'est pas exhaustive.
- 1999 : Gensyn i Braunau (Retrouvailles à Braunau)
- 2001 : Undskyld gamle, hvor finder jeg tiden, kærligheden og den galskab der smitter… (Pardon vieux, où puis-je trouver le temps, l’amour et la folie contagieuse…)
- 2002 : Operation : Luise og Ferdinand (Opération : Louise et Ferdinand)
- 2003 : Pas på din lænestol! (Attention à ton fauteuil !)
- 2004 : Dom over skrig (Verdict et cris
- 2004 : Faust og Reklamekabaretten (Faust et le cabaret publicitaire)
- 2004 : Afrikas Stjerne (Étoile d’Afrique)
- 2005 : Himlen over os (Le ciel au-dessus de nous)
- 2007 : Nathan – uden titel (Nathan – sans titre)
- 2008 : Kosmisk frygt eller den dag Brad Pitt fik paranoïa (Angoisse cosmique ou le jour où Brad Pitt fut atteint de paranoïa)
- 2009 : Kødkarrusellen (Le Carrousel à viande)[3],[9]

## Prix et Distinctions

### Nomination
- 2003 : Reumert du meilleur dramaturge pour la pièce Chef d'Œuvre
- 2005 : Reumert du meilleur dramaturge pour la pièce Service Suicide

### Prix
- 2009 : Reumert du meilleur dramaturge pour le pièce Angoisse cosmique ou le jour où Brad Pitt fut atteint de paranoïa[3]
- 2013 : Prix honorifique des dramaturges danois